# Yamaha 125 SR
La Yamaha 125 SR est une petite motocyclette fabriquée par Yamaha. Les premiers modèles sortent en 1982 et les derniers en 2002 soit une carrière de 20 ans, durant laquelle la formule initiale ne fut guère modifiée.
Motorisée par un monocylindre de 124 cm3, alimentation par carburateur, démarreur électrique et allumage électronique, ses performances modestes (10 cv) lui permettent des allures suffisantes en circulation urbaine et périurbaine.
Le freinage avant sera modifié trois fois au cours de cette longue carrière : un tambour en 1982, puis un disque à étrier simple piston en 1992 puis un disque à étrier double piston en 1997. Le freinage arrière restera à tambour (Ø 110 mm).
En 1997, le système d'allumage passe d'un module TCI (transistorisé) au type CDI (décharge de condensateur)
En 1999, une petite modification se fera en partie avant : le phare (désormais équipé d'une lampe halogène) est séparé du compteur (désormais équipé d'un totalisateur journalier), les deux sont chromés, un antivol de direction est couplé avec le contacteur général alors qu'auparavant il était directement fixé sur la colonne de direction.

## Historique
En 1987 et 1988 Yamaha sort un modèle spécifique au marché espagnol, le 2JW. Celui-ci reprend la ligne des grosses SR (400 et 500), il est équipé d'un carburateur Mikuni à dépression constante et de roues de 18 à l'arrière et de 19 à l'avant (avec un tambour à double cames).

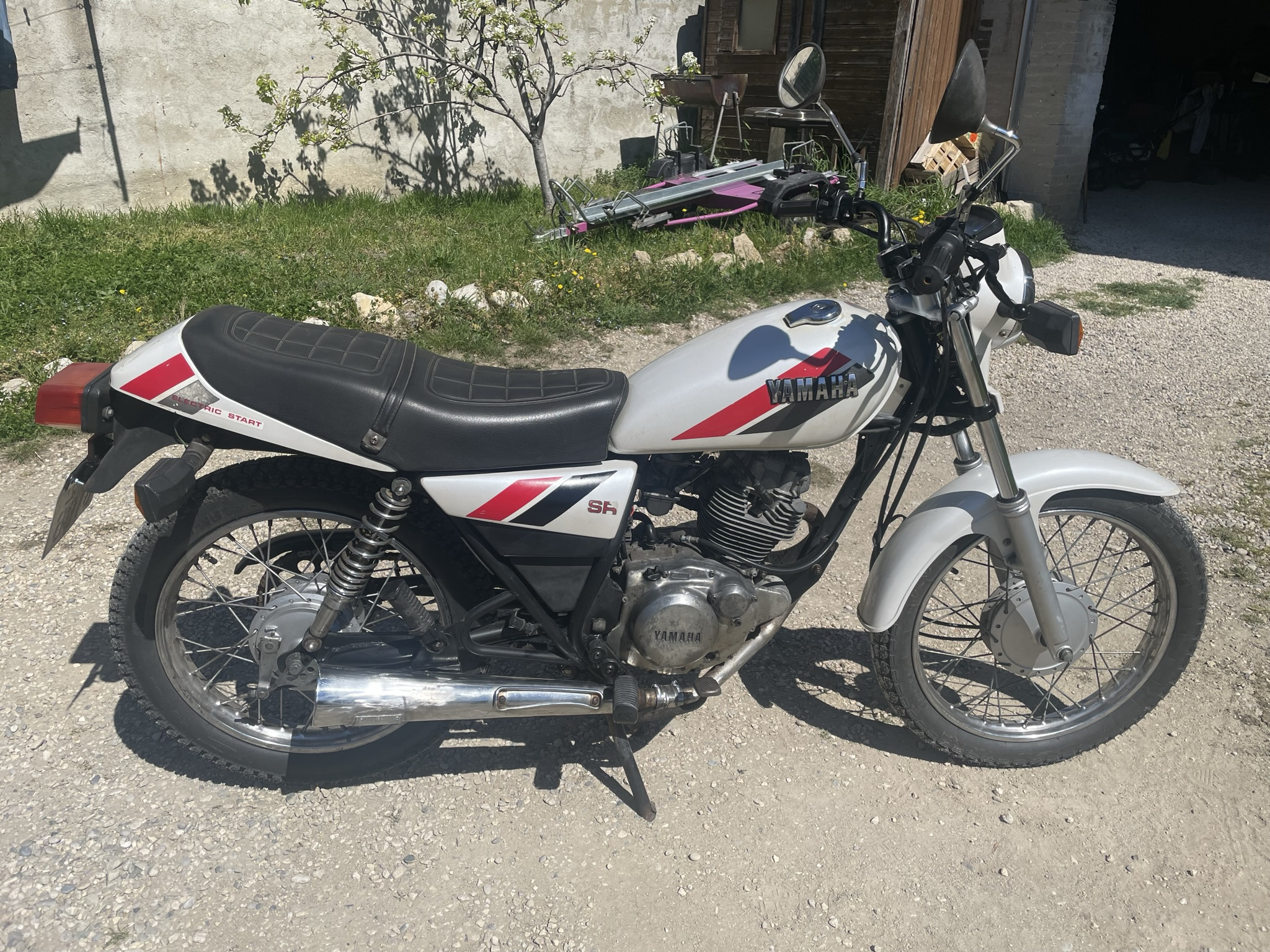